# Miloš Lejtrich
Miloš Lejtrich (* 25. srpna 1961) je bývalý slovenský fotbalový útočník a trenér.

## Fotbalová kariéra
Hrál za Plastiku Nitra, ZVL Považská Bystrica, FC Vítkovice, TSV 1860 München, SpVgg Weiden a Slovan Duslo Šaľa. V československé lize nastoupil ve 49 utkáních a dal 7 gólů.
V sezoně 1987/88 se společně s Vladimírem Vankovičem stali nejlepšími střelci I. SNFL, oba vstřelili 18 branek.

## Ligová bilance
| Ročník                                   | Zápasy | Góly | Klub                  |
| ---------------------------------------- | ------ | ---- | --------------------- |
| 1. československá fotbalová liga 1980/81 | 4      | 1    | Plastika Nitra        |
| 1. československá fotbalová liga 1981/82 | 1      | 0    | Plastika Nitra        |
| 1. československá fotbalová liga 1983/84 | 14     | 3    | Plastika Nitra        |
| 1. československá fotbalová liga 1989/90 | 15     | 2    | ZVL Považská Bystrica |
| 1. československá fotbalová liga 1989/90 | 13     | 1    | FC Vítkovice          |
| 1. československá fotbalová liga 1990/91 | 2      | 0    | FC Vítkovice          |
| CELKEM                                   | 49     | 7    |                       |

## Trenérská kariéra
Trénoval FK Púchov. Momentálne trénuje aj dorastencov klubu TJ Slovan Brvnište.